# Distrito de Strakonice
El distrito de Strakonice es uno de los siete distritos que forman la región de Bohemia Meridional, República Checa, con una población estimada a principio del año 2018 de 70 760 habitantes. Se encuentra ubicado al suroeste del país, al sur de Praga, cerca de la frontera con Alemania y Austria. Su capital es la ciudad de Strakonice.

## Localidades (población año 2018)
- Bavorov 1597
- Bělčice 996
- Bezdědovice 351
- Bílsko 206
- Blatná 6634
- Bratronice 47
- Březí 73
- Budyně 47
- Buzice 170
- Čečelovice 191
- Cehnice 489
- Čejetice 932
- Čepřovice 195
- Čestice 885
- Chelčice 439
- Chlum 199
- Chobot 47
- Chrášťovice 263
- Číčenice 468
- Doubravice 276
- Drachkov 197
- Drahonice 357
- Drážov 242
- Dřešín 322
- Droužetice 128
- Hajany 133
- Hájek 33
- Hlupín 95
- Horní Poříčí 304
- Hornosín 71
- Hoslovice 164
- Hoštice 150
- Jinín 210
- Kadov 368
- Kalenice 87
- Katovice 1347
- Kladruby 149
- Kocelovice 147
- Krajníčko 98
- Kraselov 221
- Krašlovice 160
- Krejnice 81
- Krty-Hradec 138
- Kuřimany 34
- Kváskovice112
- Lažánky 108
- Lažany 52
- Libějovice 460
- Libětice 88
- Litochovice 278
- Lnáře 708
- Lom 116
- Mačkov 295
- Malenice 682
- Mečichov 280
- Měkynec 46
- Milejovice 77
- Miloňovice 280
- Mnichov 228
- Mutěnice 252
- Myštice 289
- Nebřehovice 153
- Němčice 100
- Němětice 107
- Nihošovice 297
- Nišovice 231
- Nová Ves 87
- Novosedly 352
- Osek 626
- Paračov 111
- Pivkovice 78
- Pohorovice 76
- Pracejovice 318
- Přechovice 111
- Předmíř 335
- Přední Zborovice 90
- Předslavice 264
- Přešťovice 446
- Radějovice 45
- Radomyšl 1346
- Radošovice 664
- Řepice 452
- Rovná 231
- Sedlice 1254
- Skály 68
- Skočice 224
- Škvořetice 322
- Slaník 149
- Sousedovice 293
- Štěchovice 224
- Štěkeň 849
- Stožice 348
- Strakonice 22 888
- Strašice 182
- Střelské Hoštice876
- Strunkovice nad Volyňkou 124
- Tchořovice 238
- Třebohostice 312
- Třešovice 77
- Truskovice 195
- Úlehle 94
- Únice 61
- Uzenice 114
- Uzeničky 122
- Vacovice 50
- Velká Turná 159
- Vodňany 6876
- Volenice 550
- Volyně 3044
- Záboří 325
- Zahorčice 63
- Zvotoky 67